# جام مچ‌ورلد
جام مچ‌ورلد یک تورنمنت دوستانه بین تیم‌های دنیا بود. این مسابقات از سال ۲۰۱۱ تا ۲۰۱۳ ادامه داشت و در این مدت سه دور مسابقه انجام شد. تیم‌های الهلال عربستان، زنیت سن پترزبورگ و شاختار دونتسک تنها برندگان این جام بودند.

## مسابقات
| سال  | تعداد تیم‌ها | قهرمان           | نایب‌قهرمان         | سومی     | چهارمی        |
| ---- | ----------- | ---------------- | ------------------ | -------- | ------------- |
| ۲۰۱۱ | ۶           | الهلال           | زنیت سن پترزبورگ   | ژیلینا   | پرسپولیس      |
| ۲۰۱۲ | ۸           | زنیت سن پترزبورگ | ازبکستان زیر ۲۳سال | بنیادکار | شاختار دونتسک |
| ۲۰۱۳ | ۴           | شاختار دونتسک    | زنیت سن پترزبورگ   | زمالک    | الهلال        |

## قهرمانان
| تیم‌ها               | قهرمانی | نایب‌قهرمانی | سومی | چهارمی |
| ------------------- | ------- | ----------- | ---- | ------ |
| زنیت سن پترزبورگ    | ۱       | ۲           |      |        |
| شاختار دونتسک       | ۱       |             |      | ۱      |
| الهلال              | ۱       |             |      | ۱      |
| ازبکستان زیر ۲۳ سال |         | ۱           |      |        |
| ژیلینا              |         |             | ۱    |        |
| بنیادکار            |         |             | ۱    |        |
| زمالک               |         |             | ۱    |        |
| پرسپولیس            |         |             |      | ۱      |